# Philippa Fawcett
Philippa Garrett Fawcett (Pimlico, 4 aprile 1868 – Hendon, 10 giugno 1948) è stata una matematica e educatrice britannica.
È stata la prima donna a ottenere il punteggio massimo agli esami Cambridge Mathematical Tripos. Ha insegnato al Newnham College di Cambridge e alla Normal School (istituto di formazione per insegnanti) di Johannesburg. Divenne anche amministratrice del Consiglio della Contea di Londra.

## Biografia
Philippa Garrett Fawcett figlia della suffragista Millicent Fawcett (nata Garrett) e del parlamentare Henry Fawcett, professore di economia politica all'Università di Cambridge e direttore generale delle poste del Regno Unito nel secondo governo Gladstone. Sua zia era Elizabeth Garrett Anderson, la prima dottoressa inglese. Quando suo padre morì, lei e sua madre andarono a vivere con la sorella di Millicent, Agnes Garrett, che aveva avviato un'attività di interior design in Gower Street a Bloomsbury, un quartiere di Londra.

## Educazione
Philippa Fawcett ha studiato al Bedford College di Londra (oggi Royal Holloway) e al Newnham College di Cambridge, co-fondato da sua madre.
Nel 1890 divenne la prima donna a ottenere il punteggio più alto negli esami Cambridge Mathematical Tripos. Il suo punteggio fu superiore del 13% rispetto al secondo più alto e i risultati furono ampiamente pubblicizzati ricevendo ampi consensi, ma non ricevette il titolo di Senior Wrangler (che andò a Geoffrey T. Bennett nel 1890) poiché solo gli uomini venivano classificati e le donne venivano elencate separatamente. A nessuna donna fu ufficialmente assegnata la prima posizione fino al 1992 con Ruth Hendry.

## Carriera
Dopo il successo nei Tripos, Fawcett vinse la borsa di studio Marion Kennedy a Cambridge attraverso la quale condusse ricerche sulla fluidodinamica. Tra i suoi articoli pubblicati sul tema troviamo Note on the Motion of Solids in a Liquid ("Nota sul movimento dei solidi in un liquido"). Venne nominata docente universitario di matematica al Newnham College, posizione che ricoprì per 10 anni.
Fawcett lasciò Cambridge nel 1902 quando fu nominata docente per formare insegnanti di matematica alla Normal School di Johannesburg e successivamente nella Colonia del Transvaal in Sudafrica. Rimase lì fondando scuole in tutto il paese, fino al 1905, quando tornò in Gran Bretagna per assumere un incarico per il London County Council nell'amministrazione dell'istruzione e si dedicò allo sviluppo delle scuole secondarie. Negata una laurea a Cambridge a causa del suo sesso, fu una delle "signore dei battelli a vapore" che si recarono in Irlanda tra il 1904 e il 1907 per ricevere una laurea ad eundem presso il Trinity College di Dublino.
Fawcett mantenne forti legami con il Newnham College per tutta la sua vita. L'edificio Fawcett (1938) è stato chiamato così in riconoscimento al suo contributo e di quello della sua famiglia. Morì a Hendon il 10 giugno 1948, due mesi dopo il suo ottantesimo compleanno e un mese dopo la Grazia che avrebbe consentito alle donne di ottenere il titolo all'Università di Cambridge ricevette il consenso reale (vedi istruzione femminile all'Università di Cambridge).

## Riconoscimenti
Il programma di tirocinio Philippa Fawcett è un programma di ricerca estivo presso il Centro di scienze matematiche dell'Università di Cambridge. Ha accolto il suo primo gruppo di stagisti nel 2020.
Nel sito di West Cambridge dell'Università di Cambridge esiste Philippa Fawcett Drive, insieme a strade che prendono il nome da altri importanti contributori alle materie STEM, come Ada Lovelace, Charles Babbage e J. J. Thomson.
Il Philippa Fawcett Teaching College porta il suo nome.